# Aposericoderus immigrans
Aposericoderus immigrans is een keversoort uit de familie molmkogeltjes (Corylophidae). De wetenschappelijke naam van de soort werd in 1987 gepubliceerd door Gunnar Israelson.